# Herman Robbers

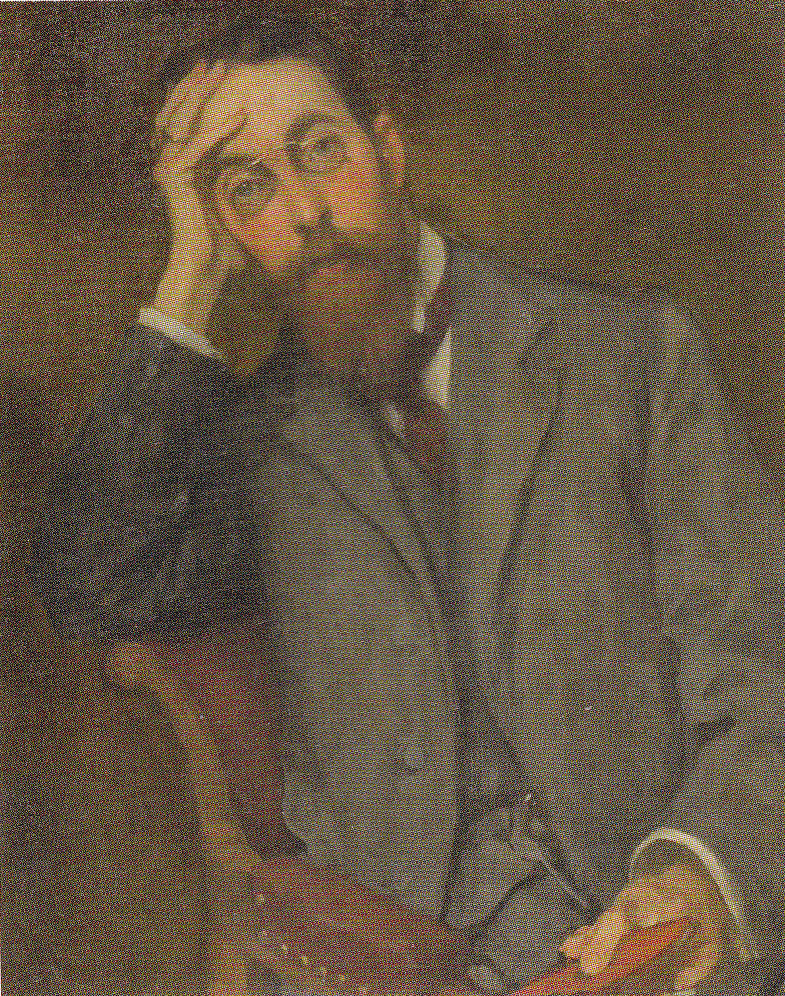
Herman Robbers, porträtterad av Jacobus van Looy.

Herman Robbers, född den 4 september 1868 i Rotterdam, död den 15 september 1937 i Amsterdam, var en holländsk författare.
Robbers skrev först, under signaturen Phocius, Een kalverliefde (Ung kärlek med mera, 1892) och därefter under eget namn bland annat De roman van Bernard Bandt (1897), De bruidstijd van Annie de Boogh (1901; 9:e upplagan 1923), Van Stilte en stemming (1905), De roman van een gezin (En familjs roman, 1909–10), Sint-Elmsvuur (1919), Op hooge golven (På höga böljor, 1924) samt var även verksam som litteraturkritiker.